# Acitretin
Acitretin ist ein Retinoid, das als Arzneistoff in der Behandlung gegen Schuppenflechte und andere Hauterkrankungen eingesetzt wird.

## Chemie
Acitretin ist der Freiname (INN) für (2E,4E,6E,8E)-9-(4-Methoxy-2,3,6-trimethylphenyl)-3,7-dimethylnona-2,4,6,8-tetraensäure (nach IUPAC). Es ist ein Analogon zu  Tretinoin (all-trans-Retinsäure).

## Wirkungsweise
Acitretin wird in Arzneimitteln gegen die Schuppenflechte eingesetzt, findet allerdings auch Anwendung bei Verhornungsstörungen oder anderen Hauterkrankungen.
Acitretin wirkt auf das Wachstum der Zellen und auf die Reifung von Hornhautzellen ein und kontrolliert sie. Außerdem beeinflusst Acitretin die Immunreaktionen, die in der Dermis stattfinden. Genau diese beiden Mechanismen sind bei der Schuppenflechte Änderungen unterworfen. Der Wirkstoff wird eingesetzt, wenn eine äußere Behandlung nicht zufriedenstellend anschlägt.

## Fertigarzneimittel
Acicutan (D), Neotigason (A, D, CH und andere), Soriatane (USA, CDN)